# Botia udomritthiruji
Botia udomritthiruji е вид сладководна лъчеперка от семейство Botiidae.

## Разпространение
Видът обитава басейна на река Голям Тенасерим (Танинтхарий) в Източна Бирма, Мианмар.

## Описание
На дължина достигат до 13 – 15 cm (5,1 – 5,9 in). Абдоменът на женската е по-закръглен от този на мъжкия. Първият екземпляр е хванат през 1993 и е идентифициран. Кръстена е на тайландския износител на риба Kamphol Udomritthiruj.
Видът е подходящ за акваруими, но е трудно да бъдат придобити, поради непроходимостта на местата, където живеят.